# There's Something About Ashley
There's Something About Ashley é o primeiro DVD da cantora e atriz norte-americana Ashley Tisdale. O DVD inclui três vídeos clipes das músicas He Said She Said, Not Like That e Suddenly, e um documentário de quarenta e cinco minutos que mostra os bastidores da criação do álbum de estreia da cantora, Headstrong e alguns momentos pessoais.

## Videoclipes
- "He Said She Said" - O vídeo foi lançado oficialmente no TRL no dia 17 de Maio de 2007 e permaneceu na primeira posição do Top 10 por quinze dias. O vídeo possui aparições do ator Josh Henderson e da irmã de Ashley, Jennifer Tisdale. O vídeo mostra Ashley numa balada dançando ao som da música e tentando chamar a atenção de Josh, um garoto por qual a cantora se 'apaixonou.'
- "Not Like That" - Segunda parte da trilogia, o vídeo possui uma cena introdutória que mostra Ashley em seu quarto quando chega Jennifer mostrando uma revista repleta de boatos falsos sobre Ashley. Ela começa a folhear a revista e o vídeo começa, mostrando cenas da Ashley gravando um comercial, cantando no próprio quarto, por trás dos bastidores (onde devora um sanduíche), o alvoroço dos paparazzi em cima dela e sua suposta vida glamourosa.
- "Suddenly" - O vídeo foi lançado oficialmente no Brasil no dia 28 de Fevereiro de 2008, estreando no programa TVZ do canal pago Multishow, entrando no Top TVZ e alcançando a quarta posição. O vídeo mostra Ashley cantando em um concerto fictício, primeiramente num fundo branco e depois se transforma num palco de verdade. Além disso, cenas dos bastidores (que estão no documentário do DVD) aparecem no clipe.

## Documentário
O documentário se chama "The Life and Times of Ashley Tisdale", possui quarenta e cinco minutos e apresenta cenas de bastidores de gravações, entrevistas e momentos pessoas da Ashley com amigos e família. Possui aparições de artistas famosos como Brenda Song, Jennifer Tisdale, Corbin Bleu, Vanessa Hudgens, Josh Henderson, Kara DioGuardi, entre outros.

## Informações
- A Warner Bros. confirmou o lançamento do DVD no Brasil para o dia 19 de Dezembro de 2007, sob o nome do documentário "The Life and Times of Ashley Tisdale".[3]
- O clipe de He Said She Said foi refilmado por motivos desconhecidos.
- Em 2009 o DVD chegou a 260 mil cópias mundialmente.

## Desempenho
| Chart (2007-2008)        | Posição |
| ------------------------ | ------- |
| U.S Billboard Top Videos | 38      |
| Hot 100 Brasil           | 9       |